# Александру Тудор
Александру Тудор (рум. Alexandru Tudor, нар. 13 вересня 1971, Бухарест, Румунія) — румунський арбітр, обслуговуває матчі Ліги I з 1999 року. З 2001 року — арбітр ФІФА. Свій перший матч відсудив 15 травня 1999 у Дивізії А між командами «Університатя» (Крайова) та «Університатя» (Клуж-Напока). 31 липня 2002 року відсудив матч Ліги чемпіонів УЄФА між командами Сельта та Оденсе. 4 листопада 2008 дебютував на груповому етапі Ліги чемпіонів відсудив матч Барселона - Базель.
На міжнародному рівні, Тудор обслуговував матчі юнацького чемпіонату Європи з футболу (U-17) 2001, відбіркові матчі до Євро-2004, Євро-2008, та Євро-2012, а також відбіркові матчі до чемпіонатів світу 2006, 2010 та 2014.

## Матчі збірних
| Дата              | Збірні                        | Рахунок | Турнір               | ЖК | YK · YK · RK | RK |
| ----------------- | ----------------------------- | ------- | -------------------- | -- | ------------ | -- |
| 16 жовтня 2002    | Мальта – Франція              | 0 – 4   | Кваліфікація ЧЄ 2004 | 2  | 0            | 0  |
| 13 лютого 2002    | Іспанія – Португалія          | 1 – 1   | Товариський матч     | 2  | 0            | 0  |
| 4 вересня 2004    | Швейцарія – Фарерські острови | 6 – 0   | кваліфікація ЧС 2006 | 2  | 0            | 0  |
| 17 листопада 2004 | Італія – Фінляндія            | 1 – 0   | Товариський матч     | 6  | 0            | 0  |
| 4 червня 2005     | Албанія – Грузія              | 3 – 2   | кваліфікація ЧС 2006 | 6  | 0            | 0  |
| 7 вересня 2005    | Казахстан – Греція            | 1 – 2   | кваліфікація ЧС 2006 | 8  | 1            | 1  |
| 8 жовтня 2005     | Росія – Люксембург            | 5 – 1   | кваліфікація ЧС 2006 | 3  | 0            | 0  |
| 12 вересня 2007   | Казахстан – Бельгія           | 2 – 2   | Кваліфікація ЧЄ 2008 | 3  | 0            | 0  |
| 26 березня 2008   | Болгарія – Фінляндія          | 2 – 1   | Товариський матч     | 0  | 0            | 0  |
| 31 травня 2008    | Румунія – Чорногорія          | 4 – 0   | Товариський матч     | 3  | 0            | 0  |
| 5 вересня 2009    | Ісландія – Норвегія           | 1 – 1   | кваліфікація ЧС 2010 | 4  | 0            | 0  |
| 14 жовтня 2009    | Швейцарія – Ізраїль           | 0 – 0   | кваліфікація ЧС 2010 | 8  | 1            | 0  |
| 12 грудня 2010    | Казахстан – Німеччина         | 0 – 3   | Кваліфікація ЧЄ 2012 | 2  | 0            | 0  |
| 8 лютого 2011     | Кіпр – Швеція                 | 0 – 2   | Товариський матч     | 3  | 0            | 0  |
| 3 червня 2011     | Італія – Естонія              | 3 – 0   | Кваліфікація ЧЄ 2012 | 3  | 0            | 0  |
| 15 серпня 2012    | Сербія – Ірландія             | 0 – 0   | Товариський матч     | 1  | 0            | 0  |
| 16 жовтня 2012    | Хорватія – Уельс              | 2 – 0   | Кваліфікація ЧС 2014 | 3  | 0            | 0  |
| 10 вересня 2013   | Мальта – Болгарія             | 1 – 2   | Кваліфікація ЧС 2014 | 5  | 0            | 0  |
| 18 листопада 2013 | Молдова – Литва               | 1 – 1   | Товариський матч     | 2  | 0            | 0  |
| 7 вересня 2014    | Данія – Вірменія              | 2 – 1   | Кваліфікація ЧЄ 2016 | 2  | 0            | 0  |
| 14 листопада 2014 | Німеччина – Гібралтар         | 4 – 0   | Кваліфікація ЧЄ 2016 | 0  | 0            | 0  |
| 13 листопада 2016 | Бельгія – Естонія             | 8 – 1   | Кваліфікація ЧС 2018 | 0  | 0            | 0  |